# Korbinian Aigner
Korbinian Aigner (né le 11 mai 1885 à Hohenpolding, mort le 5 octobre 1966 à Freising) est un prêtre catholique résistant au nazisme et pomologue allemand.

## Biographie
Korbinian Aigner est le fils aîné et ainsi l'héritier désigné d'une famille bourgeoise alors qu'il a dix autres frères et sœurs, cependant il le refuse pour devenir prêtre. À l'automne 1896, il va au Gymnasium archiépiscopal de Freising. En 1904, il est recalé en raison de performances insuffisantes en grec et en latin. Aigner en profite pour rejoindre le lycée Léopold de Munich (de). Avec le soutien du directeur Georg von Orterer, Aigner peut facilement avoir son abitur à l'été 1906. Le 2 novembre de la même année, il entre au séminaire de Freising et commence des études de théologie.
Aigner s'intéresse à la culture fruitière dès son plus jeune âge et, le 15 août 1908, lui et Weber Franz Hausladen fondent la Hohenpoldinger Obstbauverein. Le jour de sa création, 44 membres ont rejoint l'association et ont élu Aigner comme premier président. L'année suivante, l'association d'Aigner est subventionnée par l'Etat bavarois avec 1 000 marks. Ce montant permet à l'association de mettre en place un pressoir.
À l'été 1911, Aigner est ordonné prêtre par l'archevêque Francis von Bettinger. Sa Messe de prémices a lieu à Hohenpolding. Au cours de l'été de la même année, il est envoyé à Ilmmünster comme coadjuteur et en même temps nommé enseignant au séminaire des garçons de l'abbaye de Scheyern. Il aura pour élèves notamment Alois Hundhammer (de), Josef Schwalber (de) ou Josef Martin Bauer (de).
La carrière d'Aigner le conduit à Grafing bei München en 1916 en tant que coadjuteur et à Haimhausen en 1921 au même poste. En 1925, il est nommé coopérateur à Söllhuben et un an plus tard à Dorfen pendant plus de cinq ans. En juillet 1931, il est promu vicaire à Sittenbach puis nommé prêtre le 19 août 1931.
Au cours de ces années, Aigner donne pendant son temps libre des conférences et des conseils sur la culture fruitière. Lorsqu'il fut élu président de l'Association de fruiticulture et d'horticulture de Haute-Bavière en 1930, il commence également à publier davantage dans le magazine de l'association.
En plus de la culture des fruits, Aigner est très intéressé par la politique quotidienne. En 1916, il rejoint le Bayerische Zentrumspartei (de). En 1923, par curiosité, il assiste à un meeting de la NSDAP et y entend un discours d'Adolf Hitler. À partir de ce moment, il s'oppose au nazisme. Dans ses sermons en particulier, il prend une position claire et s'oppose. Des amendes lui sont infligées et en janvier 1937, Aigner est transféré à Hohenbercha près de Freising.
Aigner saisit la tentative d'assassinat de Georg Elser le 8 novembre 1939 comme une occasion de parler du sixième Commandement (« Tu ne tueras point ») le lendemain. Il affirme alors : « Je ne sais pas si ce que l'assassin avait en tête est un péché.  Car alors peut-être qu'un million de personnes auraient été sauvées ». Cette citation d'Aigner est rapportée le 12 novembre au chef du groupe local de Hohenkammer, Münsterer, par sa collègue (une fidèle enseignante auxiliaire) Charlotte Gerlach. Le 22 novembre, Aigner est arrêté et conduit à la prison de Freising.
L'acte d'accusation porte sur une violation de l'article 2 de la loi sur la trahison (de) du 20 décembre 1934. Le 7 mai 1940, Aigner est condamné à sept mois de prison et conduit à la prison de Stadelheim. Il est libéré le 23 juin 1941 et déporté vers le camp de concentration de Dachau puis de Sachsenhausen. Là, il est gravement atteint par une pneumonie.
Le 3 octobre 1941, il est à nouveau à Dachau et logé dans le bloc des prêtres. À Dachau, il fait son travail forcé principalement dans l'agriculture. Il plante des pommiers entre deux baraques et réussit à sélectionner les nouvelles variétés KZ-1, KZ-2, KZ-3 et KZ-4.
Dans la nuit du 26 au 27 avril 1945, Aigner et environ 10 000 prisonniers doivent marcher vers le Tyrol du Sud. Il peut fuir le 28 avril à Aufkirchen au bord du lac de Starnberg et se cacher dans l'abbaye locale (de).
Après la fin de la Seconde Guerre mondiale, Aigner est à nouveau prêtre à Hohenbercha. Il se consacre à nouveau à sa grande passion, la pomme. En octobre 1945, il est élu président de l'Association bavaroise de fruticulture et d'horticulture et occupe ce poste pendant cinq ans. Il peint deux pommes de chaque variété côte à côte au format carte postale. Ces archives de l'université technique de Munich seront exposées à la dOCUMENTA (13) en 2012.
En septembre 1966, il tombe malade d'une pneumonie grave et meurt à l'âge de 81 ans le 5 octobre 1966 à l'hôpital de Freising. Il est enterré au cimetière de Hohenbercha.